# Jamal Abdillah
Jamal Ubaidillah bin Haji Ali conocido artísticamente como Jamal Abdillah (nacido el 7 de mayo de 1959 en Ipoh, Perak) es un cantante pop y actor de Malasia. Ganador de los premios Bintang RTM 1979.

## Concierto
- Konsert Abdillah Kasih Amal Jamal y Salim, Salón de Plenos, Kuala Lumpur Convention Centre, viernes 11 - Dom 13 Abr 2008 (20:30).

## Álbum
1. Perpisahan Tanpa Relaku
2. Derita Cinta -1981
3. Hatuku Luka Kembali
4. Layang-layang -1983
5. Sendiri
6. Mati Hidup Semula -1986
7. Jamal
8. Kekasih Awal Dan Akhir -1991
9. Penghujung Rindu
10. Penawar Kasih
11. Samrah
12. Segala Cinta
13. Aku Penghibur
14. Tak Hilang Cinta

## Filmografía
- Azura (1984)
- Hang Tuah (1990)
- Kekasih Awal Dan Akhir (1993)
- Suratan Kasih (1995)